# Jeřice
Jeřice, bis 1921 Velké Jeřice, (deutsch Jerschitz) ist eine Gemeinde in Tschechien. Sie liegt 18 Kilometer nordwestlich des Stadtzentrums von Hradec Králové und gehört zum Okres Jičín.

## Geographie
Jeřice befindet sich im Nordböhmischen Tafelland an der Bystřice. Durch den Ort führt die Eisenbahnstrecke zwischen Hradec Králové und Jičín.
Nachbarorte sind Chloumek im Norden, Votuz und Skála im Nordosten, Čenice 2.díl im Osten, Cerekvice nad Bystřicí und Dolní Černůtky
Třebovětice im Südosten, Rašín im Süden, Třebnouševes im Osten sowie Chvalina und Březovice im Nordosten.

## Geschichte
Archäologische Funde weisen eine Besiedlung des Ortes in der Jungsteinzeit und Bronzezeit nach. Im 13. Jahrhundert entstand eine Feste. Der Ort Jeřice wurde 1369 als Sitz der Vladiken Mrzák und Zdeňko von Jeřice erstmals urkundlich erwähnt. Die Herren von Jeřice besaßen den Ort ca. 200 Jahre. 1384 wurde in der Kirche ein Pleban eingesetzt.
Nachdem Johann und Maria Magdalena von Hildprandt 1665 die Herrschaft Jeřice erworben hatten, ließen sie die Feste zu einem repräsentativen vierflügeligen Schloss umbauen. 1748 wurden Johann Daniel von Gastheim und Maria Theresia, geborene von Paar, Besitzer von Jeřice. Nach Gastheims Tode erbte dessen Neffe Johann Wenzel von Paar den Besitz. Er ließ das Schloss barock umbauen.
Nach der Aufhebung der Patrimonialherrschaften bildete Velké Jeřice ab 1850 eine Gemeinde im Bezirk Hradec Králové. Während des Deutschen Krieges lag Velké Jeřice 1866 am Rande des Schlachtfeldes der Schlacht bei Königgrätz. 1874 kaufte Karl Freiherr von Gagern das Schloss und den zugehörigen Großgrundbesitz. 1886 brannte das Schloss aus und wurde wieder aufgebaut. Dabei wurde es im Neorenaissancestil ausgestattet. 1887 kaufte der Industrielle Josef Haney aus Rokytnice das Schloss.
Ab 1900 gehörte die Gemeinde Velké Jeřice zum Bezirk Nová Paka und kam in den 1930er Jahren zum Okres Hořice und 1961 zum Okres Jičín. 1921 wurde die Bezeichnung Velký aus dem Gemeindenamen gestrichen. 1924 wurde Josef Voženílk von Předměřice Besitzer des Schlosses.

## Gemeindegliederung
Die Gemeinde Jeřice besteht aus den Ortsteilen Dolní Černůtky (Nieder Czernutek) und Jeřice (Jerschitz).

## Sehenswürdigkeiten

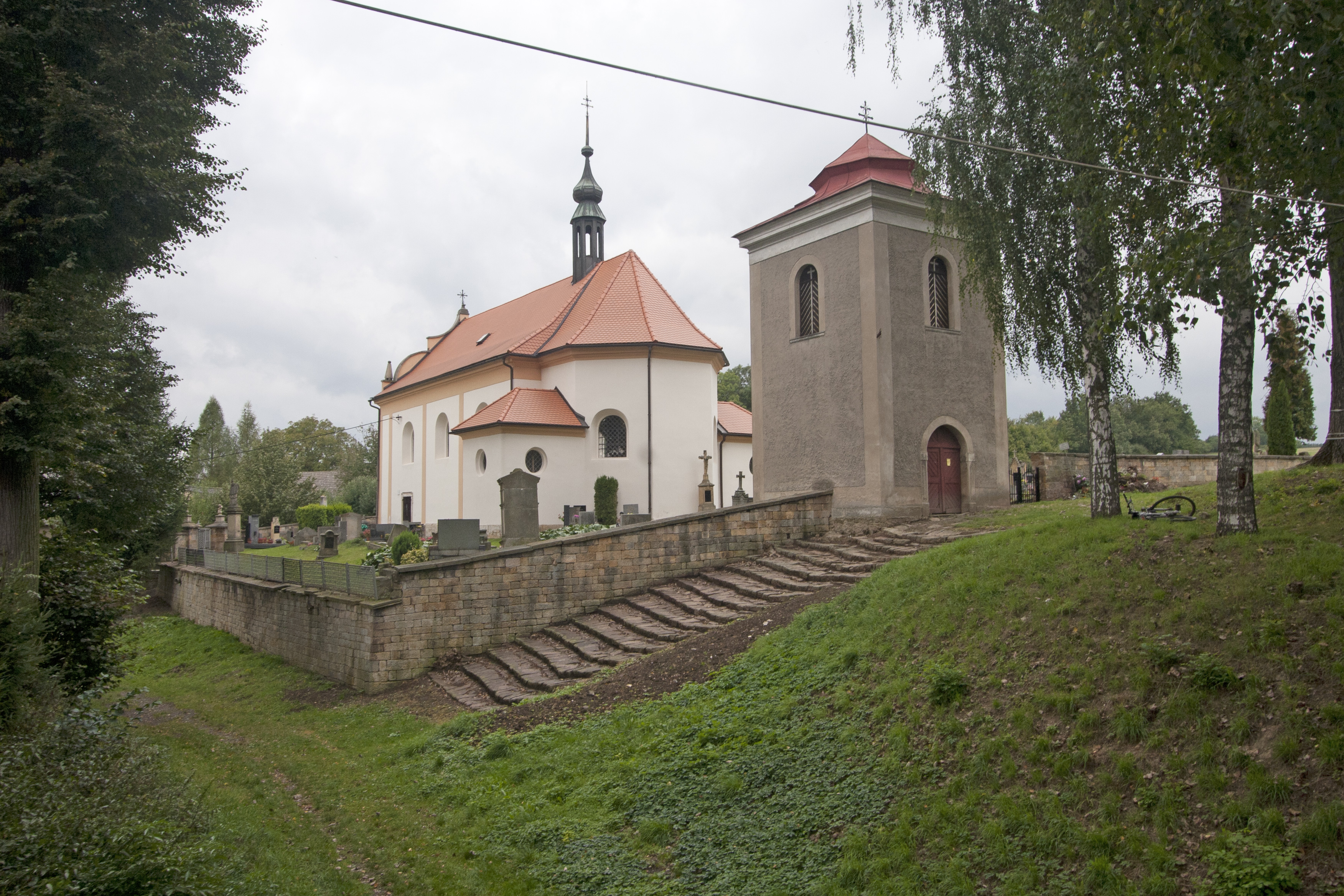
Kirche der Hl. Maria Magdalena

- Schloss Jeřice mit Schlosspark; der Renaissancebau mit achteckigem Turm entstand 1665 für Johann von Hildprandt. In den Jahren 1760 bis 1780 wurde es barockisiert und 1886 nach einem Brand wieder aufgebaut
- Kirche der Hl. Maria Magdalena, errichtet 1787 an Stelle eines gotischen Vorgängerbaus

## Söhne und Töchter der Gemeinde
- Antonín Bělohoubek (1845–1910), tschechischer Chemiker
- August Josef Bělohoubek (1847–1908), tschechischer Chemiker, Bruder von Antonín Bělohoubek